# American History X
American History X (bra: A Outra História Americana; prt: América Proibida) é um filme estadunidense de 1998, do gênero drama policial, dirigido por Tony Kaye com roteiro de  David McKenna.

## Sinopse
Danny Vinyard (Edward Furlong) é um adolescente bastante influenciável, e que sente uma enorme admiração pelo irmão mais velho, Derek Vinyard (Edward Norton). Os irmãos fazem parte de uma família abalada pela perda precoce do pai, um bombeiro, que enquanto atendia a uma ocorrência em um bairro negro acabou por ser baleado.
Incitado pelo fato, Derek desenvolve ódio aos negros e às minorias, e influenciado por um líder local, torna-se uma espécie de liderança juvenil para um grupo de skinheads, que prega o ódio pelos negros e imigrantes. Uma noite Danny avisa ao seu irmão que três homens negros estavam tentando roubar o carro de seu falecido pai. Derek é preso após matá-los brutalmente. A estadia na prisão o tornou herói da comunidade neo-nazista e sua figura torna-se exemplo para os jovens brancos e excluídos do seu bairro, que o idolatram e seguem a mesma doutrina que ele seguiu. Danny, que por diversos motivos admira o irmão, começa a seguir os passos do mesmo.
Devido as experiências passadas na prisão, Derek questiona seus valores racistas com a mesma veemência que as construiu. No decorrer de um único dia, tanto Derek quanto Danny relembrarão episódios do passado que os fizeram chegar àquele ponto e terão suas vidas radicalmente transformadas.

## Elenco
- Edward Norton .... Derek Vinyard
- Edward Furlong .... Danny Vinyard
- Beverly D'Angelo .... Doris Vinyard
- Avery Brooks .... Dr. Bob Sweeney
- Jennifer Lien .... Davina Vinyard
- Ethan Suplee .... Seth Ryan
- Stacy Keach .... Cameron Alexander
- Fairuza Balk .... Stacey
- Elliott Gould .... Murray
- Guy Torry .... Lamont
- Willian Russ .... Dennis Vinyard
- Joseph Cortese .... Rasmussen
- Jason Bose Smith .... Little Henry
- Antonio David Lyons .... Lawrence
- Alex Sol .... Mitch McCormick

## Prêmios e indicações
Óscar
- Indicado
  - Melhor ator (Edward Norton)[4]